# Samuel von Cocceji

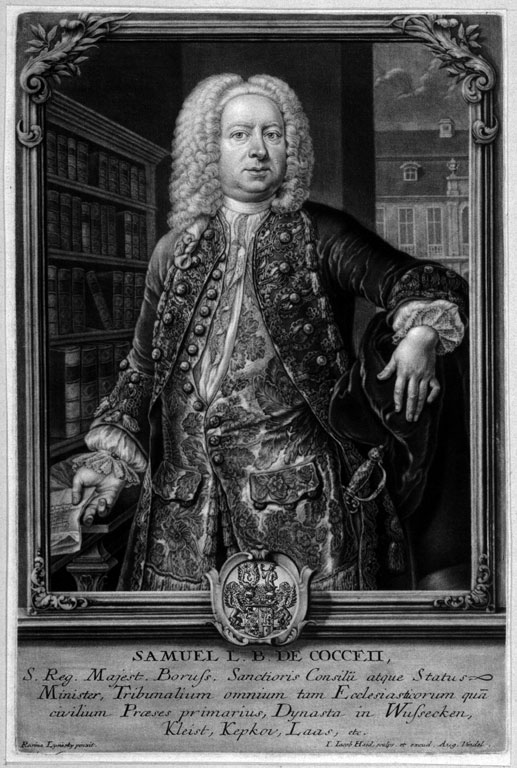
Samuel von Cocceji

Samuel von Cocceji (Heidelberg, 20 oktober 1679 - Berlijn, 4 oktober 1755) was een Duits rechtsgeleerde. Hij is vooral bekend geworden door zijn hervorming van het rechtsstelsel van het koninkrijk Pruisen in opdracht van Frederik de Grote.

## Levensloop

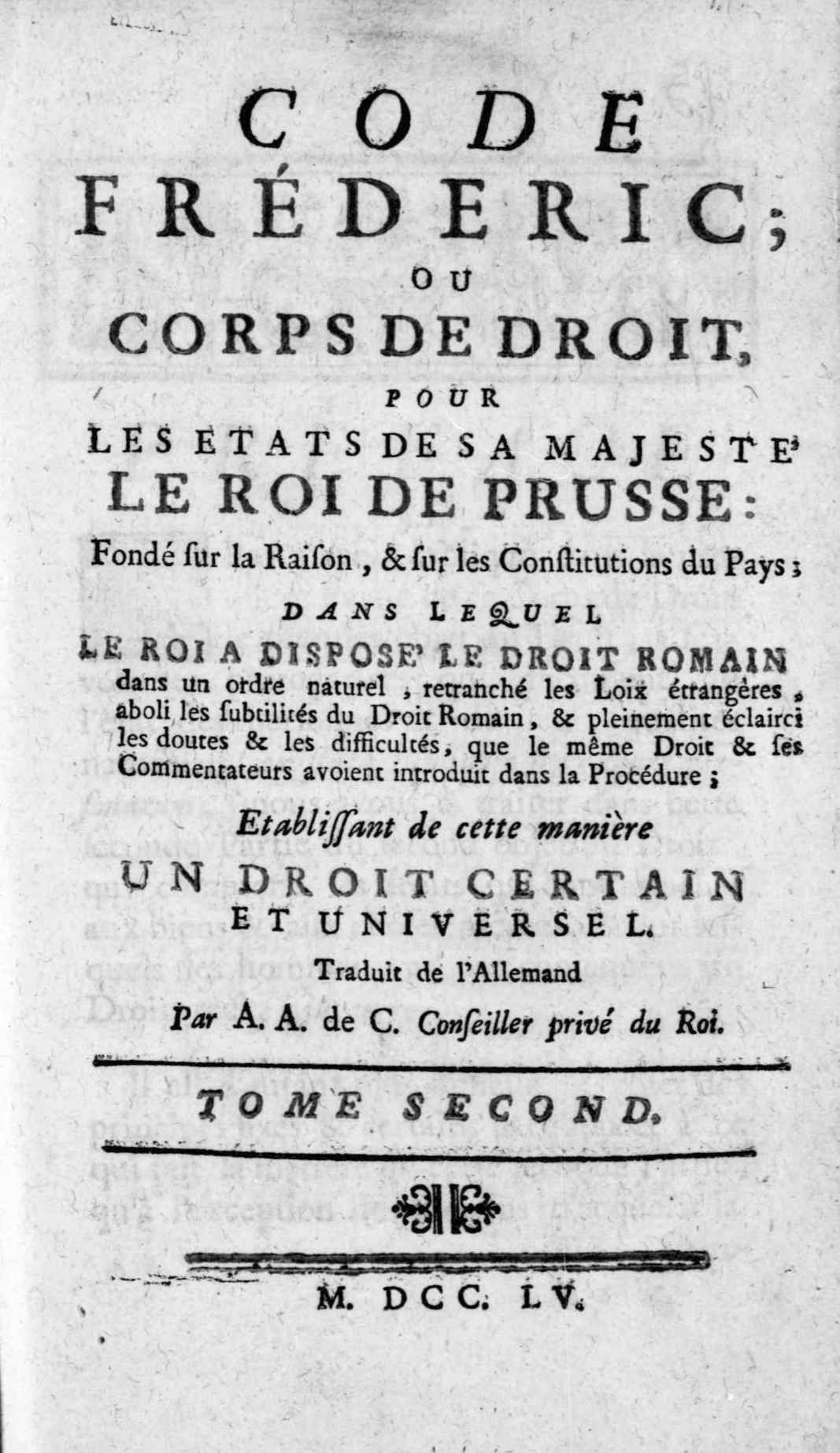
Project des Corporis Juris Fridericiani, 1752

### Jeugd en opleiding
Samuel von Cocceji was de zoon van Heinrich von Cocceji, die vanaf 1672 hoogleraar natuurrecht aan de universiteit van Heidelberg was als opvolger van Samuel von Pufendorf. Van 1689 tot 1690 was Heinrich hoogleraar aan de universiteit van Utrecht, waarna hij naar Frankfurt (Oder) vertrok om daar te doceren aan de Viadrina-universiteit. Samuel ging rechten studeren bij zijn vader en na een studiereis van drie jaar werd in 1702 ook hij hoogleraar rechtsgeleerdheid aan de Viadrina. In 1703 promoveerde hij tot doctor. Samuel richtte zich echter meer op de praktische toepassing van het recht dan op de theorie en was vanaf 1704 in verschillende ambten in dienst van het koninkrijk Pruisen.

### In dienst van Frederik Willem I
Na de troonsbestijging van Frederik Willem I werd Von Cocceji intensief betrokken bij verschillende hervormingen van de rechtspraak in Pruisen. In 1721 leidde dit tot de invoering van een verbeterd landrecht. In 1723 werd hij president van het Kammergericht en in 1731 van het Ober-Appellationsgericht, twee van de hoogste rechtsinstanties van Brandenburg-Pruisen. In 1738 kreeg hij van Frederik Willem I als minister van justitie de opdracht om een nieuw wetboek voor het Koninkrijk Pruisen samen te stellen. In 1739 werd hij echter van dit project gehaald, omdat zijn op het natuurrecht gebaseerde voorstellen de koning te ver gingen.

### In dienst van Frederik II
Toen in 1740 Frederik II koning van Pruisen werd, kreeg Von Cocceji alsnog de kans zijn plannen voor een nieuw wetboek uit te voeren. Van 1741 tot 1746 was hij opnieuw minister van justitie en vanaf 1747 grootkanselier. Nadat hij het rechtsstelsel in het veroverde Silezië had georganiseerd, was hij verantwoordelijk voor de uniformering en hervorming van de rechtspraak in het gehele koninkrijk. Von Cocceji voerde een vast systeem in met rechtspraak in drie instanties, zodat men niet meer dan twee keer in beroep kon gaan. De verschillende hoogste gerechtshoven voor de landstreken waaruit Pruisen was samengesteld, werden vervangen door een centraal tribunaal. Dit riep veel verzet op bij de regionale standenvergaderingen, die hierdoor veel van hun zeggenschap over het eigen recht kwijtraakten. Ook schafte hij het procuraat af, omdat dit naar zijn mening vooral een door de advocaten misbruikte positie was, waarmee zij hun inkomsten verhoogden ten koste van de rechtzoekenden. De hervormingen leidden niet alleen tot een meer uniforme rechtsgang, maar ook tot snellere afhandeling van de rechtszaken.
In 1749 verscheen het eerste deel van zijn Corpus juris Fridericianum, waarin het personen- en familierecht behandeld werd. Dit zou het nieuwe Pruisische wetboek moeten worden. Het Romeins recht zou hierdoor zijn status van aanvullend recht verliezen. Frederik II had namelijk een afkeer van het Romeins recht, omdat dit in het Latijn was geschreven en volgens hem vol stond met tegenstrijdigheden, wat de juristen de mogelijkheid zou bieden om het recht te eigen bate te misbruiken. In 1751 verscheen het tweede deel over het goederenrecht en het erfrecht. Een derde deel over het verbintenissenrecht en het strafrecht kwam wel in manuscript gereed, maar werd nooit gedrukt. Na het overlijden van Von Cocceji in 1755 ging het grotendeels verloren.
Het Corpus juris Fridericianum was voornamelijk gebaseerd op een combinatie van het Romeins recht en het natuurrecht. De tegenstrijdige interpretaties van het Romeins recht werden opgelost op basis van het 'gezond verstand' en de gedeelten die niet van toepassing waren op de toestanden in Pruisen werden weggelaten. Het bestaande gewoonterecht zou slechts zijn geldigheid behouden voor zover het niet in tegenspraak was met het nieuwe wetboek. Het Corpus juris Fridericianum kreeg echter nooit de status van wet. Slechts in enkele streken van Pruisen kregen de gedeelten over huwelijk en voogdij uit het eerste boek rechtskracht. Bij de herziening van het Pruisische recht in de jaren 1780 speelde Von Cocceji's project geen rol van betekenis.

## Werk
- Samuelis de Cocceji, ... Jus civile controversum ubi illustriores juris controversiæ breviter & succincte deciduntur, ... : Opus ad illustrationem Compendii Lauterbachiani ... compositum. (Pars I); ParsII, Francofurti et Lipsiæ, sumpt. Johannis Godofredi Conradi (1727-1729)
- Deduction Ulterieure, dans la quelle on prouve par le Droit Naturel, et par les Constitutions de l'Empire, que les duchés de Jaegerndorf, Liegnitz, Brieg, Wohlau, etc. etc. et autres Seigneuries, appartiennent en pure proprieté à la maison Royale de Prusse et Electorale de Brandenbourg (1740)
- Introductio ad Hen. de Cocceji Grotium illustratum, continens dissertationes prooemiales XII ... Duodecima dissertation exhibet autoris novum systema justitiae naturalis et ramanae (1748)
- Project des Codicis Fridericiani Marchici oder eine nach Sr. Königl. Majestät von Preussen selbst vorgeschriebenen Plan entworfene Cammer-Gerichtsordnung .. nebst dem Project einer Sportul-Ordnung und eines Pupillen=Collegii. Es ist auch derselben der Anhang ... (1748). Neue verb. und mit den neuen Königl. Verordnungen verm. Aufl, 1766
- Novum systema ivstitiæ natvralis et romanæ, in qvo præmisso prinicipio generali omnia ivstitiæ natvralis præcepta complectente I. ivra dei in homines demonstratvs II. ivra hominvm inter se ivxta [...] vniversvm ivs romanvm (1750)
- Jus civile controversum ad illustrationem compendii Lauterbachiani (Pars I); Pars II (1753)
- (fr) Project des Corporis Juris Fridericiani, Berlin (1752).

- Bibsys: 1058527
- Biblioteca Nacional de España: XX1620981
- Bibliothèque nationale de France: cb14507512n (data)
- CiNii: DA10863932
- Gemeinsame Normdatei: 119501600
- International Standard Name Identifier: 0000 0000 8077 6386
- Library of Congress Control Number: n97053712
- Nationale Bibliotheek van Tsjechië: ola2009531538
- Nationale Bibliotheek van Israël: 987007295019005171
- Nationale Bibliotheek van Polen: a0000002698580
- Nederlandse Thesaurus van Auteursnamen: 069814163
- Réseau des bibliothèques de Suisse occidentale: 02-A000037274
- LIBRIS: 295270
- Système universitaire de documentation: 077805313
- Virtual International Authority File: 66697048
- WorldCat: E39PBJpdTbxDYYMrkWjDMpctrq